# Centralny Urząd Kinematografii
Centralny Urząd Kinematografii – na podstawie ustawy z 1951 r. o kinematografii utworzono Urząd, którego celem było popierania kinematografii, jako samoistnej twórczości artystycznej i jako środka masowego upowszechniania oświaty, kultury i sztuki oraz wychowania społecznego.
Urząd podlegał Prezesowi Rady Ministrów.

## Zakres działania Urzędu
Do zakresu działania Urzędu należały sprawy kinematografii, a w szczególności sprawy:
- ustalania wytycznych rozwojowych kinematografii i kierowania kinematografią w zakresie programowym, technicznym, organizacyjnym i szkolenia kadr,
- kierowania, nadzoru, kontroli i koordynacji działalności podległych przedsiębiorstw, zakładów i innych jednostek, prowadzących działalność w zakresie kinematografii,
- produkcji filmów, obrotu filmami i publicznego rozpowszechniania filmów, produkcji taśmy filmowej i papierów fotograficznych,
- produkcji, posiadania, użytkowania i rejestracji sprzętu kinotechnicznego,
- budowy i eksploatacji urządzeń służących kinematografii,
- popieranie polskiej kinematografii na arenie międzynarodowej,
- popierania twórczości artystycznej, literackiej i naukowej w dziedzinie kinematografii, przede wszystkim przez inicjowanie i organizowanie konkursów, wystaw z działalności wydawniczej oraz popieranie i nadzorowanie działalności zrzeszeń, mających na celu upowszechnienie kultury filmowej, pogłębienia wiedzy o sztuce i technice filmowej.

## Kierowanie Urzędem
Na czele Urzędu stał prezes, którego mianował i odwoływał Prezes Rady Ministrów.
Wiceprezesów Urzędu mianował i odwoływał Prezes Rady Ministrów na wniosek prezesa Urzędu.
Przy prezesie Urzędu działały Rada Programowa i Rada Techniczna jako organy opiniodawcze.

## Departamenty Urzędu
W skład Urzędu wchodziły następujące departamenty:
- Departament Repertuaru i Studiów,
- Departament Planowania,
- Departament Techniki,
- Departament Kadr i Szkolenia,
- Departament Finansowy,
- Departament Zaopatrzenia i Zbytu,
- Departament Organizacji i Zatrudnienia,
- Departament Budżetowo-Gospodarczy,
- Departament Kontroli.

## Jednostki podległe Urzędowi
Centralnemu Urzędowi Kinematografii podlegały:
- Wytwórnia Filmów Fabularnych,
- Wytwórnia Filmów Dokumentalnych,
- Filmów Oświatowych,
- Centrala Wynajmu Filmów,
- Okręgowy Zarząd Kin w Warszawie,
- Okręgowy Zarząd Kin w Łodzi,
- Okręgowy Zarząd Kin w Bydgoszczy,
- Okręgowy Zarząd Kin w Olsztynie,
- Okręgowy Zarząd Kin w Białymstoku,
- Okręgowy Zarząd Kin w Lublinie,
- Okręgowy Zarząd Kin w Kielcach,
- Okręgowy Zarząd Kin w Rzeszowie,
- Okręgowy Zarząd Kin w Krakowie,
- Okręgowy Zarząd Kin w Katowicach,
- Okręgowy Zarząd Kin w Opolu,
- Okręgowy Zarząd Kin we Wrocławiu,
- Okręgowy Zarząd Kin w Zielonej Górze,
- Okręgowy Zarząd Kin w Szczecinie,
- Okręgowy Zarząd Kin w Koszalinie,
- Okręgowy Zarząd Kin w Poznaniu,
- Okręgowy Zarząd Kin w Gdańsku,
- Łódzkie Zakłady Kinotechniczne,
- Warszawskie Zakłady Fotochemiczne,
- Bydgoskie Zakłady Fotochemiczne,
- Łódzkie Zakłady Wytwórcze Kopii Filmowych,
- Filmowe Biuro Techniczne,
- Filmowa Agencja Wydawnicza;
- Państwowa Wyższa Szkoła Filmowa,
- Technikum Kinotechniczne w Krakowie,
- Technikum Fototechniczne w Warszawie.